# You Have to Win Zweikampf
You Have to Win Zweikampf ist das vierte Studioalbum der Band Sportfreunde Stiller. Es wurde am 19. Mai 2006 veröffentlicht und konnte Platz 2 der deutschen Charts erreichen.

## Hintergrund
Das Album wurde einige Wochen vor Beginn der Fußballweltmeisterschaft 2006 in Deutschland veröffentlicht und lieferte mit ’54, ’74, ’90, 2006 einen der bekanntesten deutschsprachigen Songs zu dieser WM, der es auf Platz 1 der Single-Charts schaffte und auch als „heimliche Hymne“ der WM gilt. Der Titel bedeutete den endgültigen Durchbruch für die Band. Mit dem Albumtitel wird der persönliche „Leitsatz“ des Fußballers Bixente Lizarazu zitiert.
Das Lied Pogo in Togo ist eine Coverversion des gleichnamigen Titels der United Balls aus dem Jahr 1981.

## Rezeption
Benjamin Fuchs von Laut.de schrieb, gut fände das Album „niemand“: „Im Nachhinein vielleicht eine nette Erinnerung an die Weltmeisterschaft, mehr ganz sicher nicht, aber als mehr war das Album wohl auch nicht konzipiert.“ Er gab ihm 2 von 5 Sternen.

## Titelliste
1. Unser Freund ist aus Leder – 4:04
2. Pogo in Togo – 3:29
3. ’54, ’74, ’90, 2006 – 3:03
4. Eine Liebe, die nie endet – 4:18
5. Nix geht mehr – 3:33
6. Budenzauber – 2:16
7. Die Frisur von Björn Borg – 2:40
8. Dem Fritz sein Wetter – 3:40
9. Come Sara? – 2:37
10. Mag Tischtennis! – 4:14
11. All die Schlachten, die wir schlagen – 4:02